# Rubus villicaulis
Rubus villicaulis là loài thực vật có hoa trong họ Hoa hồng. Loài này được Kóhler ex Weihe & Nees miêu tả khoa học đầu tiên năm 1822.